# めぐりん (台東区)
めぐりんは、東京都台東区のコミュニティバスの名称。区内を循環する4ルートが運行されており、「北めぐりん」「南めぐりん」「東西めぐりん」の3ルートは日立自動車交通、「ぐるーりめぐりん」は京成バス奥戸営業所に運行委託されている。 
日立自動車交通のめぐりん専用車両は、小型ノンステップバスの日野・ポンチョに東京特殊車体が架装したファンタスティックバスが使用されている。

## 概要

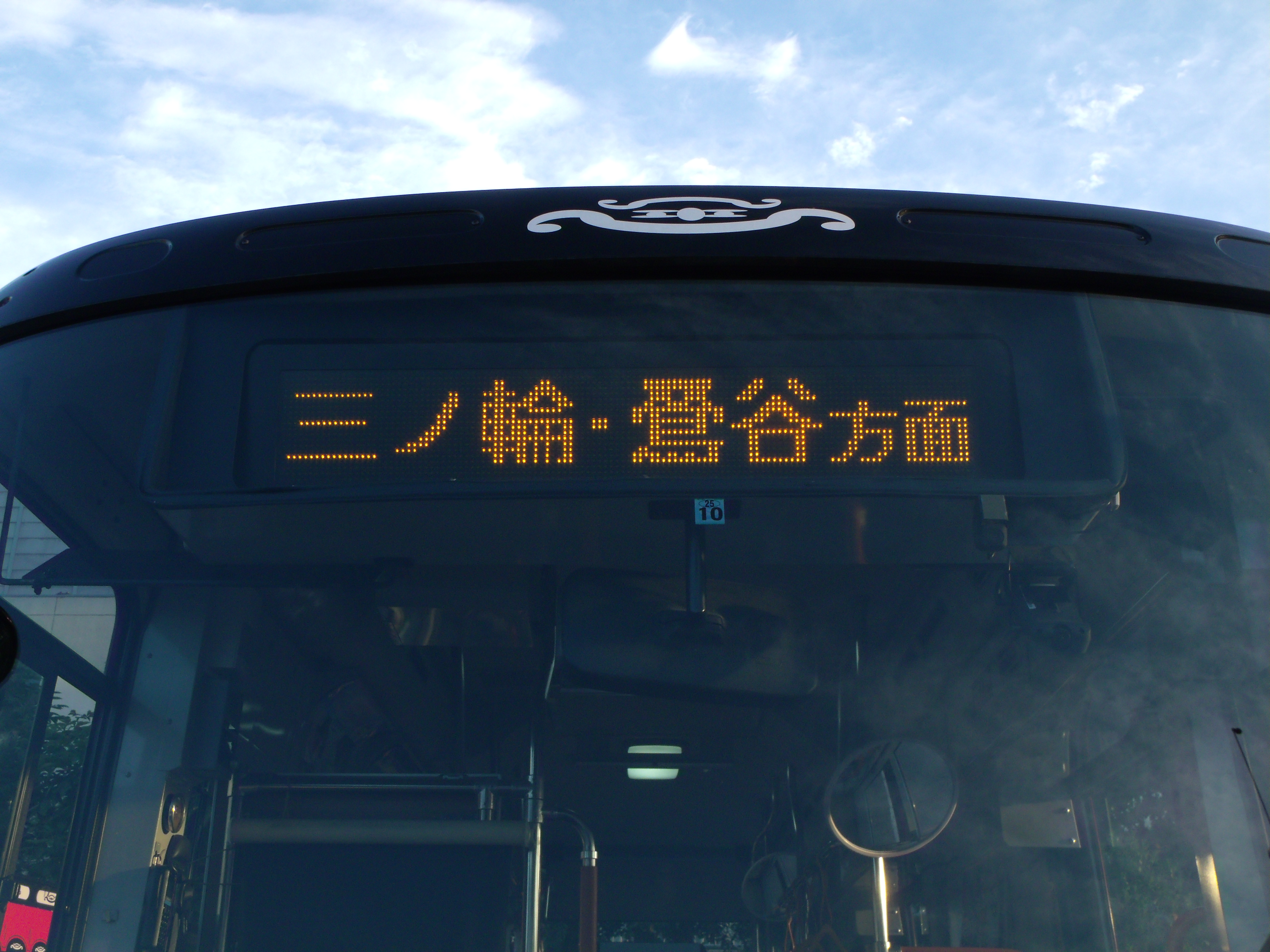
向かう方向に応じて表示される

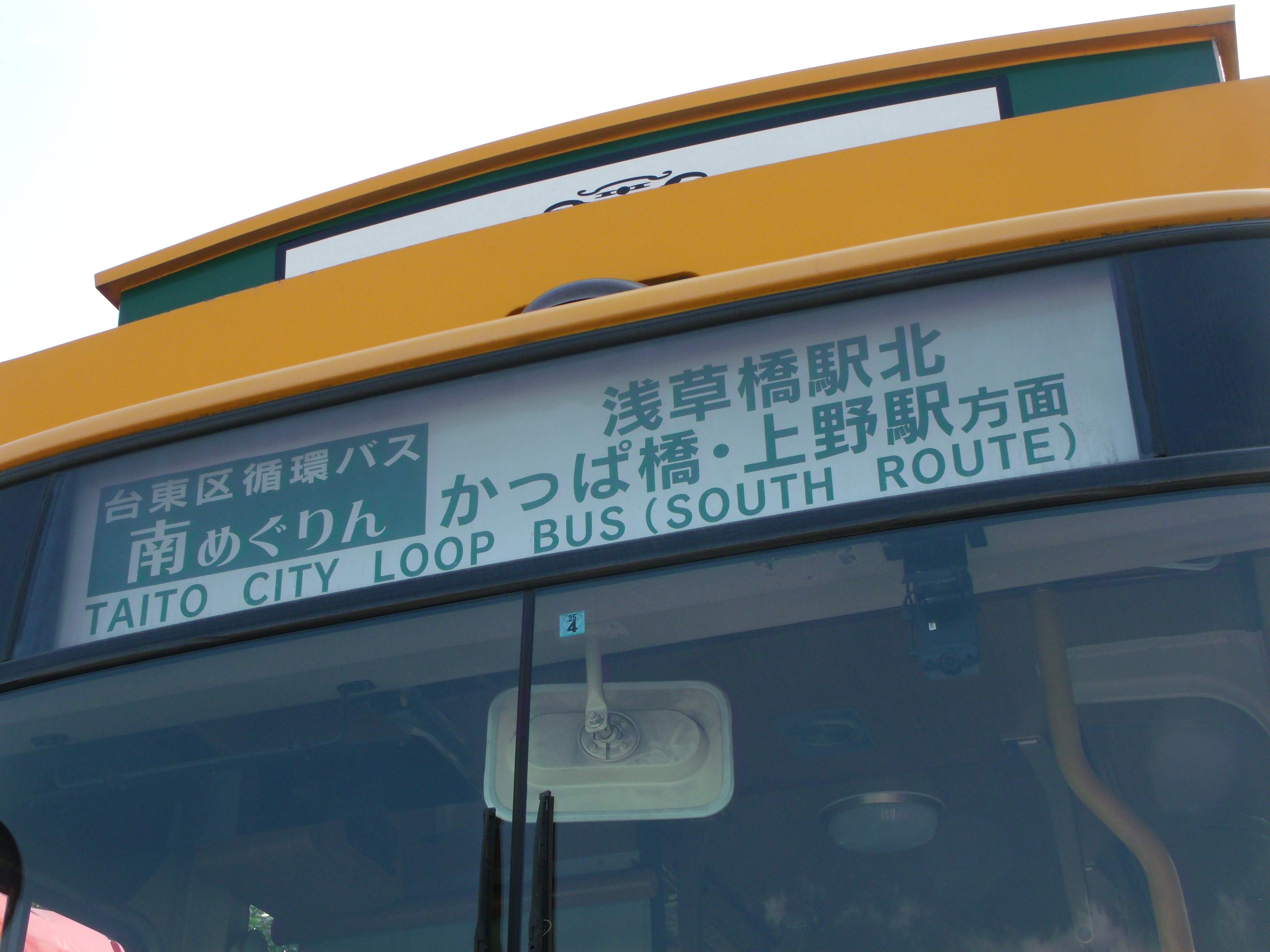
路線名も表示されている南めぐりんの方向幕

2001年（平成13年）6月29日に台東区内の公共交通不便地域の解消を目指して、浅草エリアで運行を開始した。当初は東京都交通局（都営バス南千住営業所）に運行を委託していた。料金は100円（大人・子供同一運賃）で、専用車両として小型ノンステップバスである日野・レインボーHR（7m車、34人乗り）を採用した。
2004年（平成16年）4月24日からは、浅草橋や蔵前・上野など区の南部を循環するルート「南めぐりん」を増設した。同時に、運行委託先が東京都交通局から日立自動車交通に変更され、専用車両も都営バスから日立自動車交通へ移籍した。なお、ルート新設に先立ち、同年4月1日より従来のルートを「北めぐりん」と呼称している。
2006年（平成18年）4月29日からは、上野恩賜公園や谷中など区の西部および、文京区千駄木の一部と浅草駅など区の東部を循環するルート「東西めぐりん」の運行を開始した。これに合わせて、南めぐりんの停留所の一部新設及び変更が行われた。また同年11月1日からは、北めぐりんの路線の経路変更が行われ、停留所の名称変更・新設が行われた。この経路変更により、北めぐりんの一周の所要時間が45分から60分となったが、車両不足が生じたため、全路線用予備車「みんなのめぐりん」であった三菱ふそう・エアロミディMJが塗装変更を行い、北めぐりん専用車となった。
2007年（平成19年）12月21日には、東西めぐりんの停留所新設（10.谷中銀座・よみせ通り）、停留所番号の変更（10→11.千駄木駅 - 32→33.永寿総合病院東）が行われた。
2009年（平成21年）4月1日、ルート変更とダイヤ改正が行われた。北めぐりんでは経路変更に伴い1周60分から75分となった。東西めぐりんでは、土休昼間に限り増車され1周75分から90分となり、東西めぐりんの雷門通り止まりが浅草駅まで延長された。また、南めぐりんでは時刻変更が行われた。
2011年（平成23年）1月1日、北めぐりん、東西めぐりんのバス停新設及び北めぐりん・東西めぐりんのバス停移設に伴い一部経路変更が行われ、台東区役所及び上野駅・上野公園において東西めぐりん（谷中方面）と東西めぐりん（浅草方面）の相互乗り継ぎが可能になった。これにより東西めぐりんの所要時間が1周90分に、土休昼間は1周105分となった。また、全路線において前面、背面の方向幕の表示が路線名のみから「路線名　～方面」（運行区間により切換）となった。
2016年（平成28年）1月31日には、既存3ルートを結ぶ新ルート「ぐるーりめぐりん」が開業した。北めぐりん・南めぐりんのルートを時計回りに結び、浅草駅と台東区役所で東西めぐりんへの乗り継ぎを可能とした。既存ルートと異なり京成バス奥戸営業所に委託されている。また青と白の専用デザインの中型車（いすゞ・エルガミオ）により運行される。「ぐるーりめぐりん」開業と同時に、日立自動車交通の既存3ルートでもPASMO、Suica等の交通系ICカードが利用可能となった。なお同日、東京都交通局は都営バス「東42乙」(現 東42-3)系統でダイヤ改正を行い、運行本数を大幅に削減した。
車内の案内放送では、台東区内の施設の紹介も流されている。

## 現行路線

### 北めぐりん

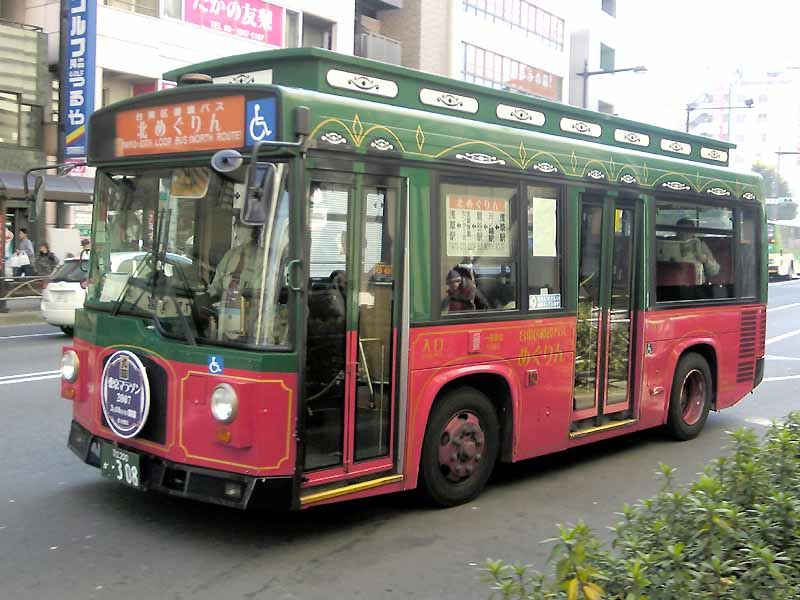
北めぐりん専用車
めぐりん開業当初の都営バス時代から使用されていた（除籍済）

#### 浅草回り
- (1)浅草駅→(2)花川戸→(3)隅田公園→(4)リバーサイドスポーツセンター前→(5)今戸一丁目→(6)今戸二丁目→(7)橋場老人福祉館西(産業研修センター)→(8)橋場一丁目→(9)清川一丁目→(10)東浅草二丁目→(11)吉原大門→(12)竜泉三丁目→(13)三ノ輪二丁目→(14)三ノ輪駅(三ノ輪福祉センター前)→(15)一葉記念館入口(いきいきてらす東）→(16)千束三丁目→(17)台東病院→(18)千束小学校前→(19)浅草五丁目→(20)浅草警察署前→(21)浅草四丁目→(22)浅草寺北→(23)二天門→(24)浅草松屋西→(1)浅草駅

#### 根岸回り
- (1)台東病院→(2)吉原大門→(3)竜泉三丁目→(4)三ノ輪二丁目→(5)三ノ輪駅(三ノ輪福祉センター前)→(6)一葉記念館入口（いきいきてらす東）→(7)竜泉一丁目（いきいきてらす入口）→(8)金杉区民館下谷分館入口→(9)下谷三丁目→(10)金杉通り→(11)根岸三丁目→(12)防災広場根岸の里→(13)入谷区民館根岸分館(書道博物館)→(14)鶯谷駅北→(15)鶯谷駅南→(16)入谷駅入口→(17)大正小学校→(18)生涯学習センター北(金竜小学校前)→(19)千束二丁目→(20)千束三丁目→(1)台東病院

2018年10月1日からの運行見直しにて、北めぐりんを「浅草回り」(所要時間45分、15分間隔)と「根岸回り」(所要時間40分、20分間隔)に分割して運行している。

### 南めぐりん

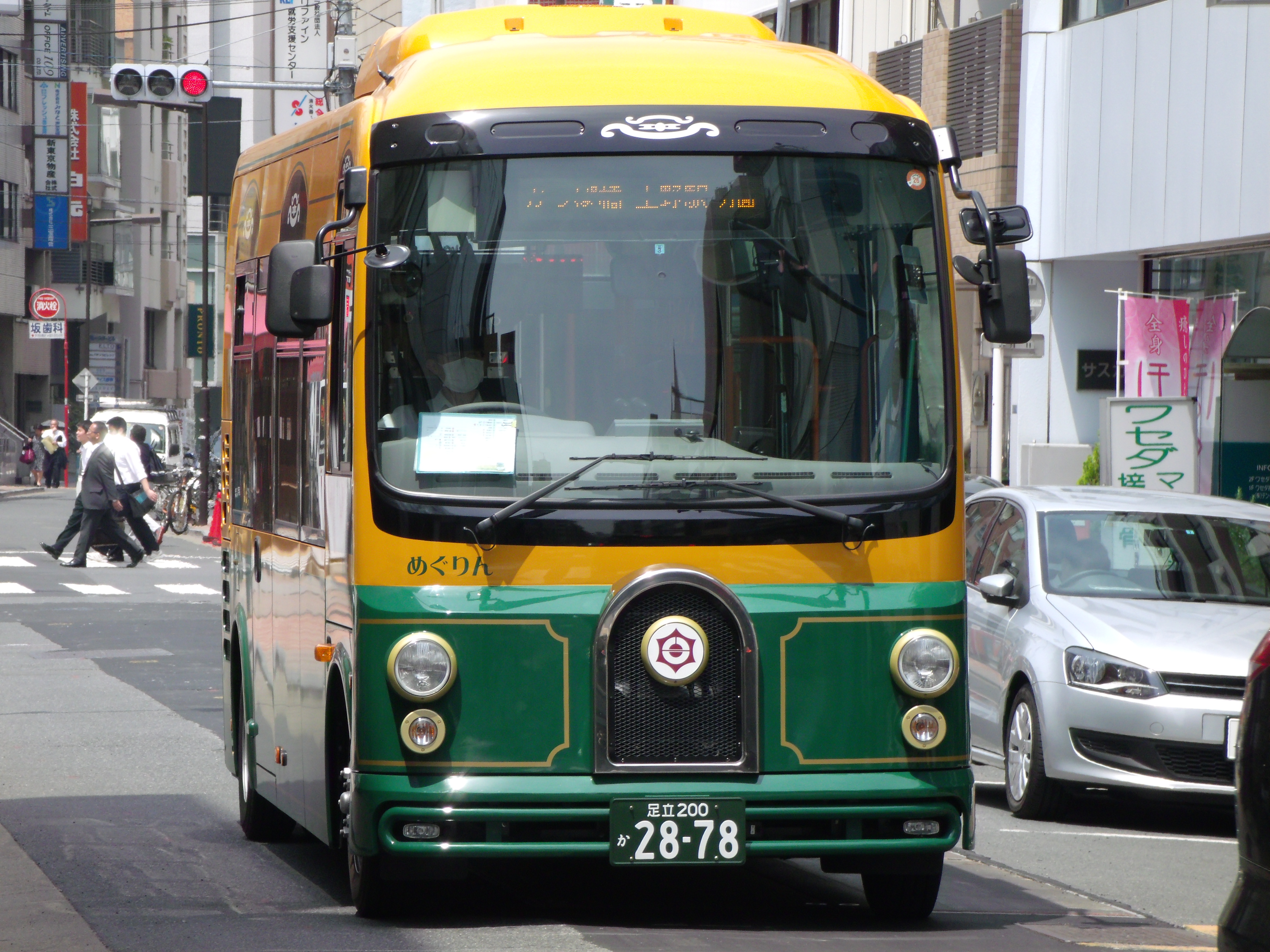
南めぐりん専用車。2014年に導入された。

- (1)上野駅→(2)永寿総合病院→(3)御徒町→(4)新御徒町駅→(5)台東三丁目→(6)台東地区センター→(7)三井記念病院前→(8)柳北スポーツプラザ→(9)浅草橋駅北→(10)柳橋中央通り→(11)柳橋分院入口→(12)鳥越神社前→(13)環境ふれあい館ひまわり入口→(14)三筋老人福祉館東→(15)南部区民事務所→(16)大江戸線蔵前駅→(17)田原町駅→(18)浅草菊水通り→(19)西浅草→(19-2)菊屋橋→(20)台東区役所→(21)上野学園→(22)北上野二丁目→(23)松が谷→(24)生涯学習センター南→(25)生涯学習センター北(金竜小学校前)→(26)千束二丁目→(27)千束三丁目→(28)台東病院→(28-2)大正小学校前→(29)入谷地区センター→(30)入谷南公園→(31)北上野→(32)上野学園→(33)台東保健所→(34)台東区役所→(1)上野駅

上野駅を起点とし、浅草橋駅、田原町駅、入谷駅などを経由して上野駅に戻るコースを走る一方向循環バスである。1周の所要時間75分（土休日72分）、運行間隔は約15分である。(2023年10月16日から当面の間減便を行なうため、平日は、20分間隔で運行される。)朝は数本が浅草菊水通りや、台東病院始発、夜は数本が田原町駅や、台東病院止まりとなるものがある。2018年10月から、北めぐりんと同様に生涯学習センター北から台東病院まで延長されている。

### 東西めぐりん

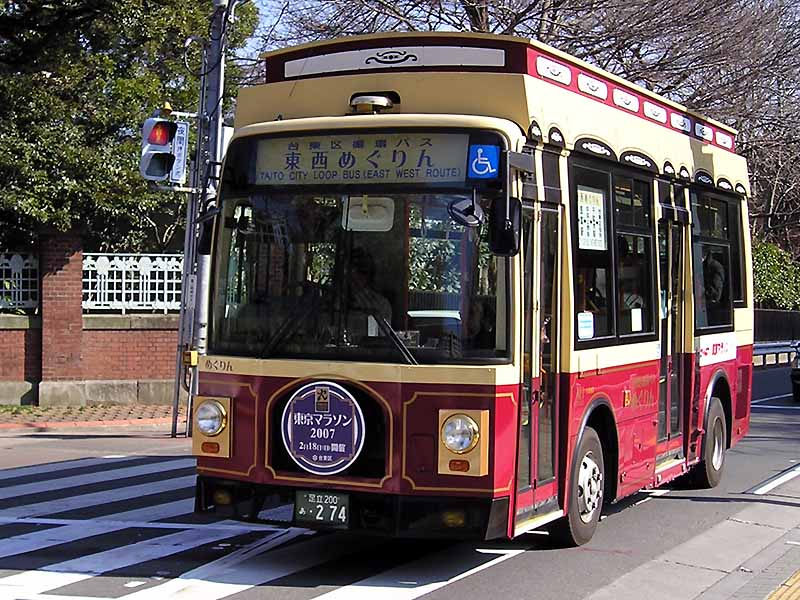
東西めぐりん専用車（除籍済）

#### 上野公園経由・三崎坂往復ルート
- (1)台東区役所→(2)上野駅入谷口→(3)JR上野駅公園口→(4)東京国立博物館→(5)旧東京音楽学校奏楽堂→(6)寛永寺→(7)上野桜木会館→(8)谷中清水町公園→(9)旧吉田屋酒店→(10)谷中霊園入口→(11)三崎坂上→(12)特養ホーム谷中入口→(13)谷中銀座・よみせ通り→(14)千駄木駅→(15)谷中小学校→(16)三崎坂上→(17)谷中霊園入口→(18)旧吉田屋酒店→(19)三段坂上→(20)池之端四丁目→(21)池之端三丁目→(22)上野動物園池之端門前→(23)水上音楽堂前→(24)京成上野駅→(25)台東区役所→(26)上野駅入谷口→(27)北上野二丁目→(28)松が谷→(29)西浅草三丁目→(30)つくばエクスプレス浅草駅→(31)雷門通り→(32)浅草駅→(33)雷門前→(34)都営浅草駅→(35)浅草消防署→(36)南部区民事務所→(37)三筋二丁目(台東デザイナーズビレッジ)→(38)小島社会教育館→(39)新御徒町駅→(40)永寿総合病院東→(1)台東区役所

#### 鶯谷駅経由・日医大回りルート
- (1)台東区役所→(2)上野駅入谷口→(3-1)上野郵便局→(4-1)下谷二丁目（鶯谷駅南）→(5-1)上野桜木→(6-1)谷中（旧吉田屋酒店前）→(10)谷中霊園入口→(11)三崎坂上→(12)特養ホーム谷中入口→(13)谷中銀座・よみせ通り→(14)千駄木駅→(15-1)日本医科大学付属病院下→(16-1)根津駅前→(17-1)善光寺坂上→(19)三段坂上→(20)池之端四丁目→(21)池之端三丁目→(22)上野動物園池之端門前→(23)水上音楽堂前→(24)京成上野駅→(25)台東区役所→(26)上野駅入谷口→(27)北上野二丁目→(28)松が谷→(29)西浅草三丁目→(30)つくばエクスプレス浅草駅→(31)雷門通り→(32)浅草駅→(33)雷門前→(34)都営浅草駅→(35)浅草消防署→(36)南部区民事務所→(37)三筋二丁目(台東デザイナーズビレッジ)→(38)小島社会教育館→(39)新御徒町駅→(40)永寿総合病院東→(1)台東区役所

上野の台東区役所を起点とし、上野駅入谷口、千駄木駅、TX浅草駅、新御徒町駅などを経由して台東区役所に戻る台東区の東西を走る一方向循環バスである。1周の所要時間は約100分、運行間隔は約20分である。(2)上野駅入谷口 - (19)三崎坂上の間は経路が2つに分かれ、「上野公園経由・三崎坂往復ルート」「鶯谷駅経由日医大回りルート」を交互に運行している。両バス停においての運行間隔は約40分となっている。循環のほか、朝は数本が谷中霊園入口始発や浅草駅始発、夜は数本が永寿総合病院東止まりや浅草駅止まりとなるものがある。

### ぐるーりめぐりん

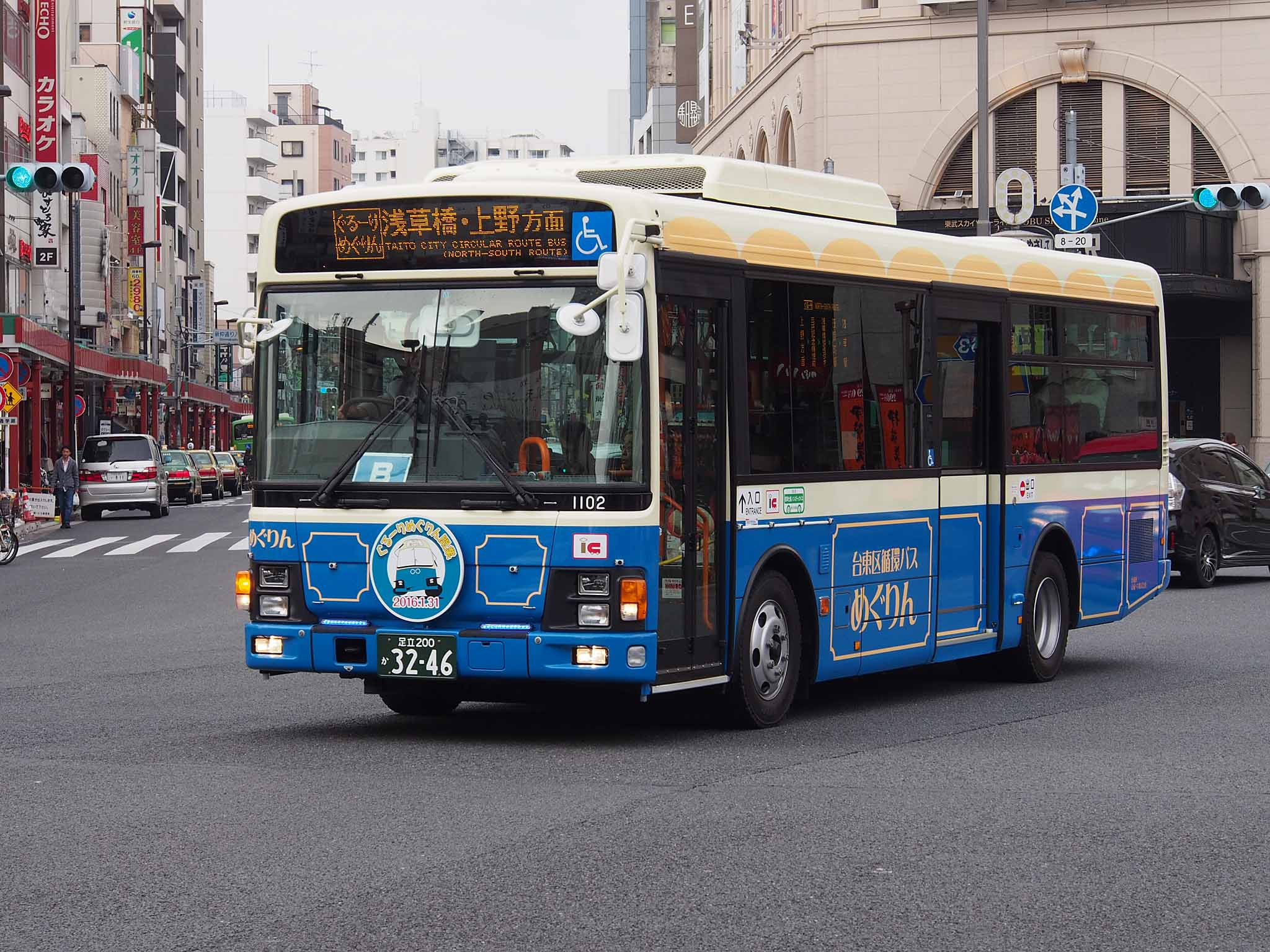
ぐるーりめぐりん専用車のいすゞ・エルガミオ

- (1)上野駅入谷口→(2)上野郵便局→(3)根岸三丁目→(4)下谷三丁目→(5)一葉記念館(いきいきてらす東）→(6)三ノ輪駅→(7)三ノ輪二丁目→(8)吉原大門→(9)清川一丁目→(10)清川清掃車庫→(11)橋場二丁目→(12)橋場二丁目アパート前→(13)橋場一丁目→(14)浅草病院前→(15)桜橋中学校前→(16)リバーサイドスポーツセンター前→（16-2）花川戸→(17)浅草駅→(17-2)浅草雷門→(18)雷門通り→(19)田原町駅→(20)寿三丁目→(21)大江戸線蔵前駅→(22)三筋児童遊園→(23)環境ふれあい館ひまわり入口→(24)鳥越神社前→(25)浅草橋地区センタ→(26)三井記念病院前→(27)東京法務局台東出張所前→(28)台東二丁目→(29)新御徒町駅→(30)永寿総合病院東→(31)台東区役所→(1)上野駅入谷口

上野駅入谷口を起点とし、北・南めぐりんのルートを時計回りに結ぶ1周12.3 kmのコースを走る一方向循環バスである。1周の所要時間は約80分、運行間隔は20分である。循環のほか、朝は数本が橋場二丁目アパート前始発や田原町駅始発、浅草駅止まりや浅草橋地区センター止まり、夜は数本が浅草駅止まりや橋場二丁目止まりとなるものがある。

## 運賃
運賃は全線共通で、大人・子供同一料金で100円となっている。東武鉄道が発売している「浅草下町フリーきっぷ」で利用することができる。なお、東京都シルバーパスは利用できない。

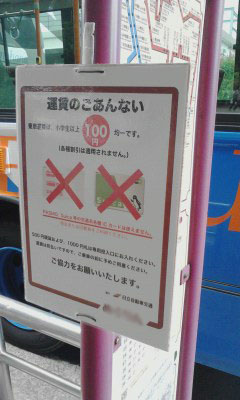
2014年、交通系ICカードが利用できなかった頃に停留所に設置されていた看板。

当初、PASMOやSuicaなどの交通系ICカードについては利用不可だったが、2016年1月31日のぐるーりめぐりん運行開始に伴い、全路線で利用可能となった。
また、以下の乗車券が別途販売されている。
- 専用回数券（1,000円）：11回分の乗車券
- 一日乗車券（300円）：全線1日乗り放題の乗車券
- 一か月券（3,000円）：1か月間有効の定期券

### 無料乗り継ぎ
各路線を乗り継いで利用する場合、乗車時に乗務員に申し出て予め乗継券を受け取る必要がある。乗継券は当日1回のみ、指定された停留所で乗り継ぐ場合に有効となる。
|停留所の名称|乗り継ぎ可能路線
|台東病院
|北めぐりん（浅草回り） - 北めぐりん（根岸回り）
|-
|北めぐりん（浅草回り） - 南めぐりん
|-
|北めぐりん（根岸回り） - 南めぐりん
|-
|台東区役所
|南めぐりん(浅草橋方面） - 　東西めぐりん（谷中方面）
|-
|南めぐりん（浅草橋方面）　-　東西めぐりん（浅草方面）
|-
|東西めぐりん（谷中方面） -　東西めぐりん（浅草方面）
|-
|東西めぐりん（谷中方面） - ぐるーりめぐりん
|-
|東西めぐりん（浅草方面） - ぐるーりめぐりん
|-
|南めぐりん（台東病院方面） - 東西めぐりん（谷中方面）
|-
|南めぐりん（台東病院方面） - 東西めぐりん（浅草方面）
|-
|南めぐりん（台東病院方面）-　ぐるーりめぐりん
|-
|浅草駅
|北めぐりん - 東西めぐりん
|-
|東西めぐりん - ぐるーりめぐりん
|-
|一葉記念館入口（いきいきてらす東）
|北めぐりん（浅草回り） - 北めぐりん（根岸回り）
|-
|松が谷
|南めぐりん - 東西めぐりん
|-
|鶯谷駅南・下谷二丁目
|北めぐりん（根岸回り） - 東西めぐりん
|-

## 車両
現行車両の詳細については、台東区公式サイトの「めぐりん」バス車両紹介を参照。
日立自動車交通が担当する各路線では、狭隘路線が多いため、全長7m級の小型ノンステップバスが採用されており、内外装ともアトラデザイン/東京特殊車体によるクラシックデザインに改造されている。車両代替により、屋根上の装飾を廃止した簡易改造の車両が増えている。
京成バスが担当するぐるーりめぐりんでは、専用カラーの中型車が使用される。
すべての車両でノンステップバスを導入しており、車椅子での乗降も可能である。
2009年4月には、専用カラーでクラシック改造は行っていない軽装車が1台導入されたが、2010年9月頃に簡易改造車と同じ改造を受けている。
同2010年10月には、フロント部分のクラシックデザイン改造のみを行った簡易改造車が2台導入された。
めぐりん・ぐるーりめぐりんともに、一部の車両（日野・三菱・いすゞ全てのメーカーで見られる）では、国立西洋美術館の世界遺産認定を機に、フランス国旗のトリコロールを模したラッピングが施されている。

### 現行車両

#### 日立自動車交通（めぐりん）
- 北めぐりん
  - 日野・ポンチョ　ロングボディ（定員32名）

北めぐりん専用カラー（緑と赤）。簡易改造車。

- 南めぐりん
  - 日野・ポンチョ　ロングボディ（定員32名）

南めぐりん専用カラー（黄色と緑）。簡易改造車。

- 東西めぐりん
  - 日野・ポンチョ　ロングボディ（定員32名）

東西めぐりん専用カラー（ベージュと臙脂色）。簡易改造車。

- みんなのめぐりん（北・南・東西めぐりん共用車）
  - 日野・ポンチョ　ロングボディ（定員32名）簡易改造車。

みんなのめぐりん専用カラー（赤と黒）。導入年次により仕様が異なる。

#### 京成バス（ぐるーりめぐりん）
- ぐるーりめぐりん（京成バス奥戸営業所）
  - いすゞ・エルガミオ（定員57名）

ぐるーりめぐりん専用カラー（白と青に黄色の模様）。中型車を使用。

### 過去の車両
日立自動車交通で過去に使用されていた車両。屋根上にも装飾のあるファンタスティックバスとなっていた。各ルートの専用カラーは現行車両に同じ。
- 北めぐりん
  - 日野・レインボーHR（3台）
  - 三菱ふそう・エアロミディMJ（1台）

- 南めぐりん
  - 三菱ふそう・エアロミディMJ

2014年3月、ポンチョに代替されて全車除籍。

- 東西めぐりん
  - 三菱ふそう・エアロミディME（3台）

- みんなのめぐりん（北・南・東西めぐりん共用車）
  - 三菱ふそう・エアロミディME（3台）

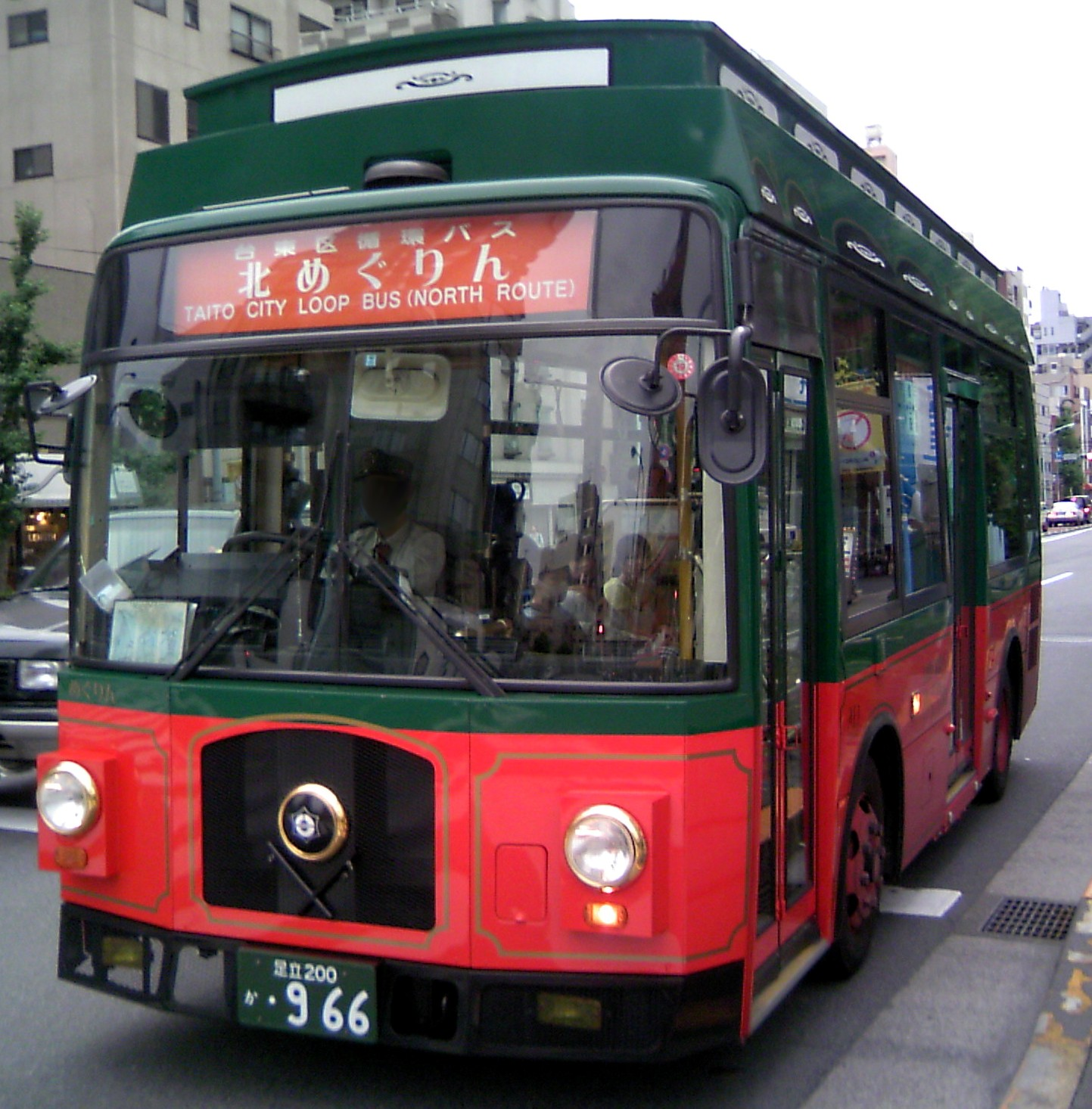
北めぐりん（三菱ふそう・エアロミディMJ）
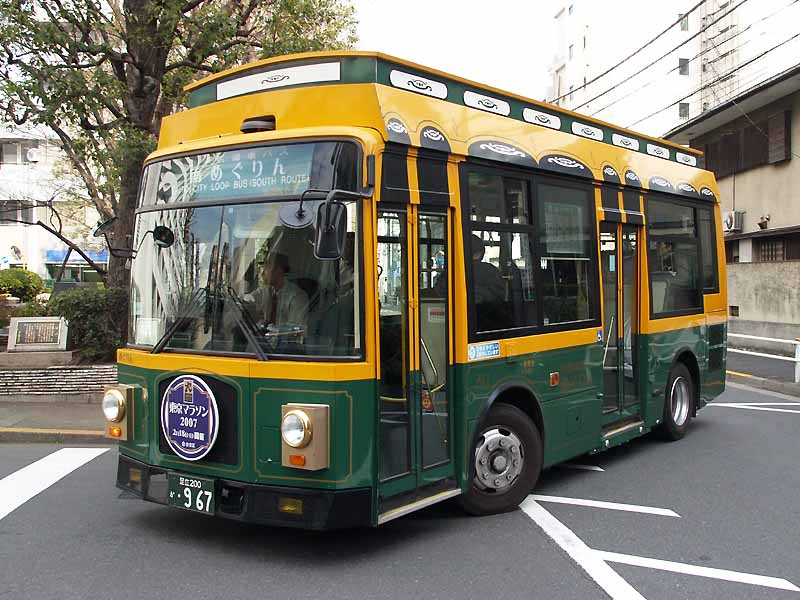
南めぐりん（三菱ふそう・エアロミディMJ） 2014年全車除籍
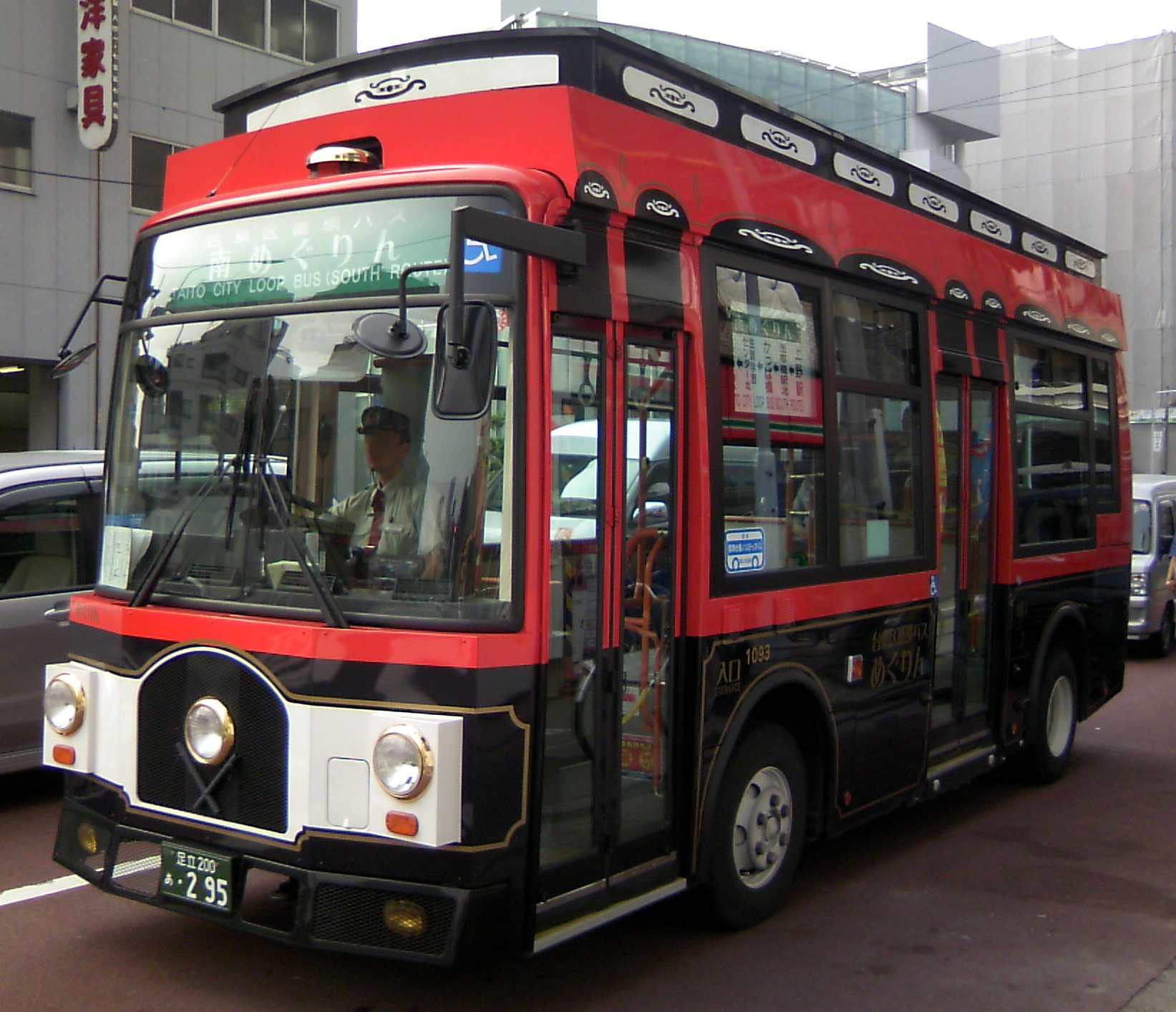
みんなのめぐりん（三菱ふそう・エアロミディME）
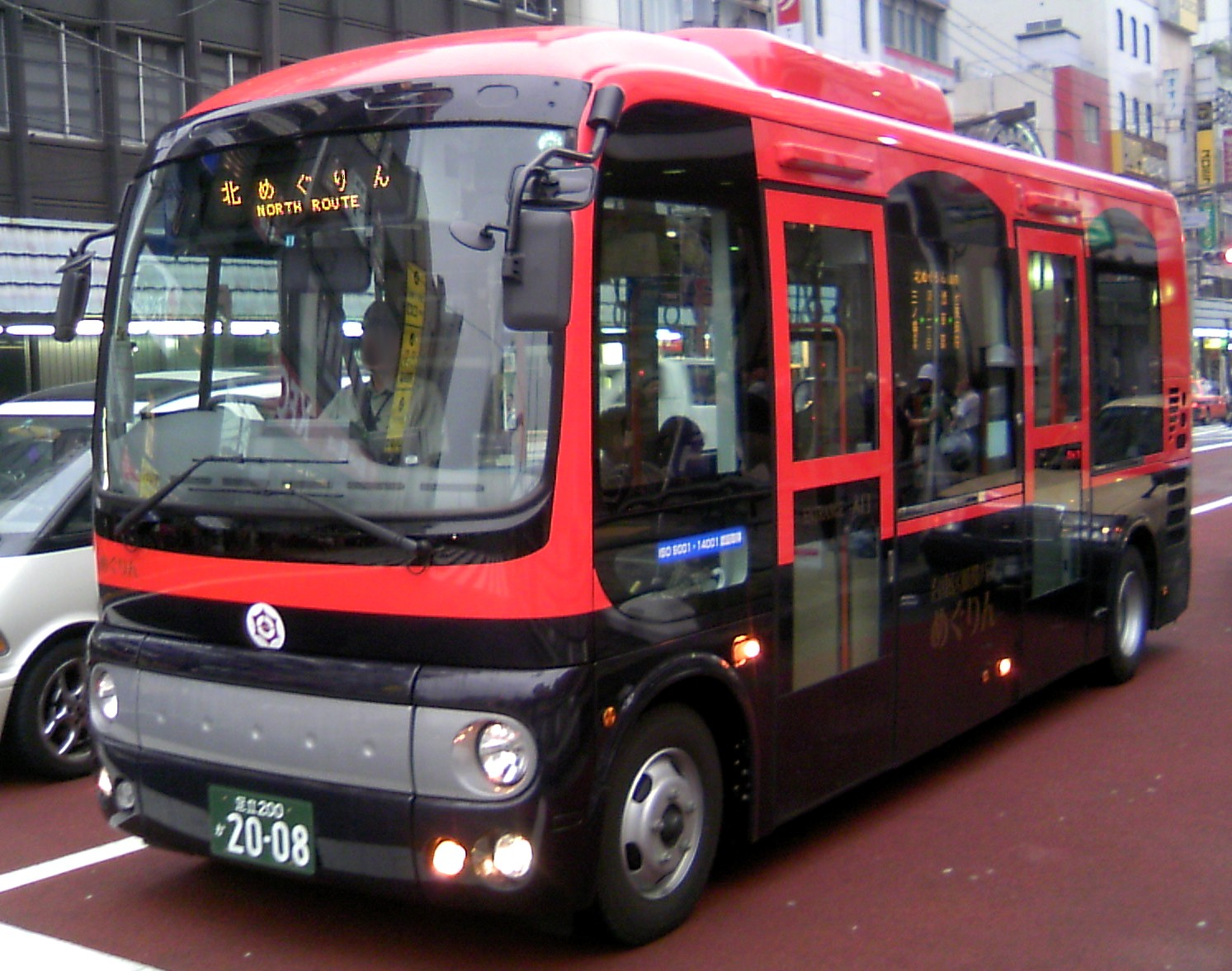
みんなのめぐりん（日野・ポンチョロング） 2009年導入の軽装車、2010年に簡易改造化
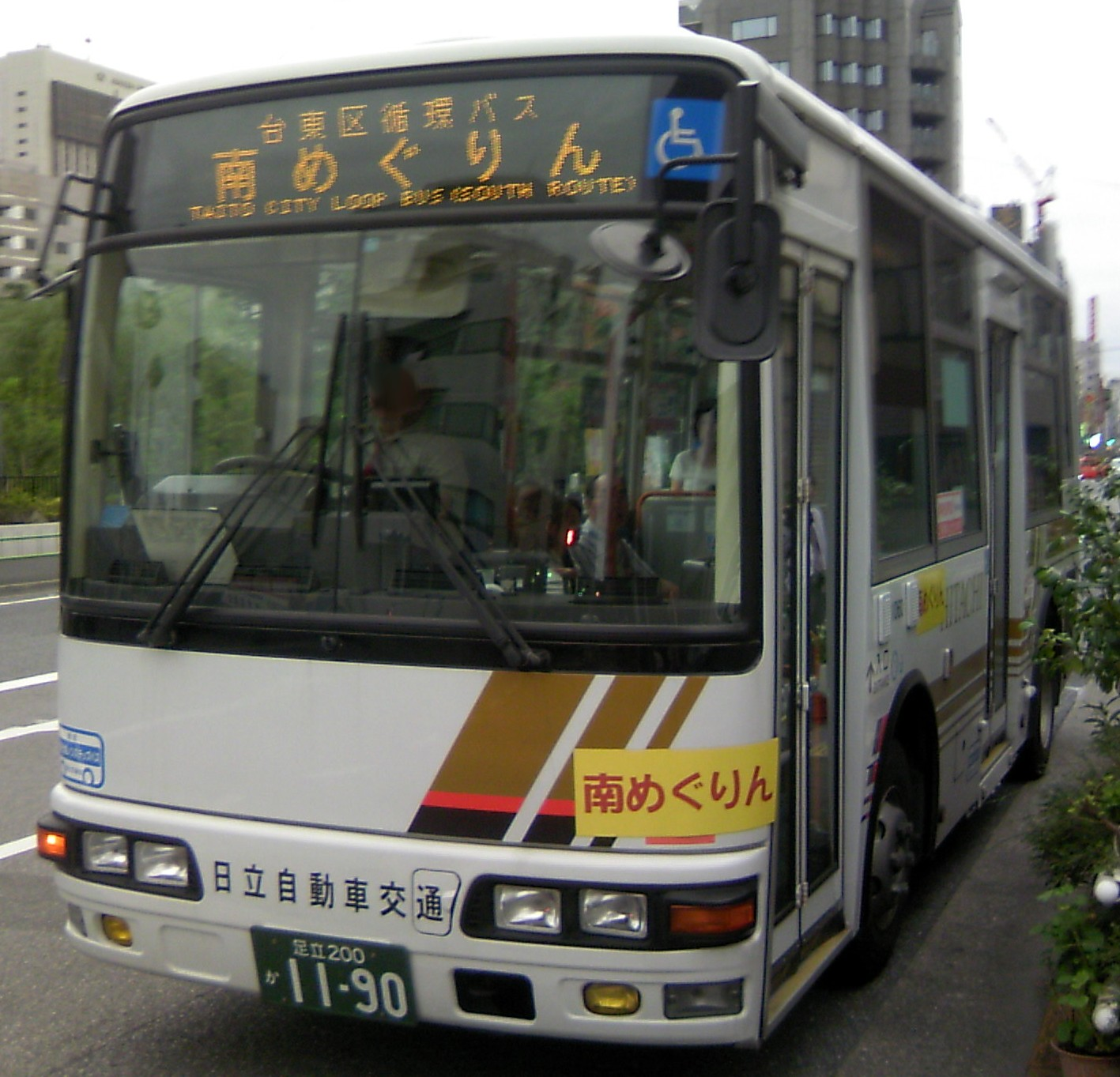
日立自動車交通カラーの代走車（三菱ふそう・エアロミディME）